# Смітвілл (Теннессі)
Смітвілл (англ. Smithville) — місто (англ. city) в США, в окрузі Декальб штату Теннессі. Населення — 5004 особи (2020).

## Географія
Смітвілл розташований за координатами 35°57′30″ пн. ш. 85°49′16″ зх. д. / 35.95833° пн. ш. 85.82111° зх. д. (35.958313, -85.821149).  За даними Бюро перепису населення США в 2010 році місто мало площу 15,30 км², уся площа — суходіл.

## Демографія
Згідно з переписом 2010 року, у місті мешкало 4530 осіб у 1807 домогосподарствах у складі 1099 родин. Густота населення становила 296 осіб/км².  Було 2040 помешкань (133/км²).
Расовий склад населення:
| - 87,5 % — білих - 2,0 % — чорних або афроамериканців - 0,2 % — корінних американців - 0,2 % — азіатів - 8,9 % — осіб інших рас |

До двох чи більше рас належало 1,1 %. Частка іспаномовних становила 11,7 % від усіх жителів.
За віковим діапазоном населення розподілялося таким чином: 23,8 % — особи молодші 18 років, 57,5 % — особи у віці 18—64 років, 18,7 % — особи у віці 65 років та старші. Медіана віку мешканця становила 37,9 року. На 100 осіб жіночої статі у місті припадало 86,7 чоловіків;  на 100 жінок у віці від 18 років та старших — 83,1 чоловіків також старших 18 років.
Середній дохід на одне домашнє господарство  становив 52 899 доларів США (медіана — 31 424), а середній дохід на одну сім'ю — 60 514 долари (медіана — 35 844). Медіана доходів становила 36 458 доларів для чоловіків та 32 706 доларів для жінок. За межею бідності перебувало 36,1 % осіб, у тому числі 50,1 % дітей у віці до 18 років та 15,2 % осіб у віці 65 років та старших.
Цивільне працевлаштоване населення становило 1346 осіб. Основні галузі зайнятості: виробництво — 37,7 %, освіта, охорона здоров'я та соціальна допомога — 31,4 %, науковці, спеціалісти, менеджери — 9,6 %, транспорт — 3,7 %.